# 安徽相山国家森林公园
安徽相山国家森林公园是位于中华人民共和国安徽省相山的一座国家森林公园。 

## 历史
2019年2月，中国森林风景资源评价委员会审议，国家林业和草原局审核批准，设立安徽相山国家森林公园。 